# جيريمياه ن. رينولدز
جيريمياه ن. رينولدز (بالإنجليزية: Jeremiah N. Reynolds)‏ هو مستكشف وكاتب أمريكي، ولد في 1799 في بنسيلفانيا في الولايات المتحدة، وتوفي في 1858 في نيويورك في الولايات المتحدة.